# Johannes Frießner
Le titre de cet article contient le caractère ß. Lorsque celui-ci n'est pas disponible ou non désiré, le nom peut être représenté comme Johannes Friessner.
Johannes Frießner (22 mars 1892 - 26 juin 1971) était un  Generaloberst (Général) qui a servi dans la Wehrmacht pendant la Seconde Guerre mondiale.

## Biographie
Né à Chemnitz, dans le royaume de Saxe, Frießner s'engage le 20 mars 1911 comme porte-drapeau dans le 103e régiment d'infanterie de l'armée saxonne et, après avoir occupé des postes à responsabilités au cours de la Première Guerre mondiale, sert dans la Reichswehr après la guerre.
Après sa promotion de Generalmajor, le 1er août 1940, Frießner est affecté au front Est où, le 1er mai 1942, il est placé à la tête de la 102e division d'infanterie. Peu de temps après sa promotion au grade de Generalleutnant, le 1er octobre 1942, Frießner devient le commandant du XXIII. Armeekorps du 19 janvier au 11 décembre 1943, période pendant laquelle il est promu General der Infanterie le 1er avril.
En février 1944, Frießner est transféré sur le Front de Leningrad et affecté au commandement  du Groupe Sponheimer (rebaptisé Armeeabteilung Narwa le 2 février). Il a le grade de Generaloberst le 1er juillet, Frießner prend brièvement le commandement du groupe d'armées Nord jusqu'au 25 juillet avant d'être envoyé sur le front Sud au commandement du Groupe d'armées Sud Ukraine (rebaptisé plus tard Groupe d'armées Sud).
Face à l'offensive soviétique du Front de la steppe du maréchal Rodion Malinovski, Frießner est rendu responsable de s'être laissé surprendre par le retournement du front roumain d'août 1944 qui provoque, en une semaine, un recul de 700 km de la Wehrmacht, qui perd les Balkans et doit donc évacuer la Grèce : il est relevé de son commandement le 22 décembre. N'ayant plus reçu d'autre affectation pour le reste de la guerre, Frießner retourne chez lui à Bayerisch Gmain (dans le voisinage immédiat du « nid d'aigle » et du « Berghof » de Berchtesgaden) où il est assigné à résidence par les Alliés durant le second semestre de 1945, et où il vit jusqu'à sa mort en juin 1971. 
En 1951, il est élu président de la Verbund Deutsche Soldaten (association d'anciens combattants). En 1956, il publie ses mémoires Verratene Schlachten ("Batailles trahies") où il relate largement ce qu'il appelle la « trahison des Roumains » mais que la Roumanie appelle, elle, sa « résistance antifasciste ». Dans le contexte de la guerre froide, il redevient actif en tant que conseiller civil du réaménagement de l'armée allemande : la Bundeswehr.

## Récompenses
- Croix de fer (1914)
  - 2e classe le 15 septembre 1914
  - 1re classe le 19 septembre 1916
- Agrafe sur la croix de fer (1939)
  - 2e classe le 27 juillet 1942
  - 1re Classe le 21 août 1942
- Croix allemande en or le 9 juin 1943
- Croix de chevalier de la croix de fer avec feuilles de chêne
  - Croix de chevalier de la croix de fer : le 23 juillet 1943
  - 445e avec feuilles de chêne le 9 avril 1944
- Mentionné dans le bulletin quotidien radiophonique de l'armée, le Wehrmachtbericht, le 29 novembre 1944